# Humberto Cholango
Manuel Humberto Cholango Tipanluisa (* 1976 en Los Andes, Cangahua, Pichincha) es un campesino, dirigente indígena y político ecuatoriano de nacionalidad kichwa. Desde 2003 hasta 2009 fue presidente de la organización kichwa ECUARUNARI.
Humberto Cholango participó en la fundación de la Corporación de Organizaciones indígenas y Campesinas de Cangahua (COINCCA, antes UNOIN) y dirigió la sección de educación. Fue también presidente del grupo de jóvenes Intipa Churikuna (kichwa, "Niños del Sol"), fundador de la Radio Intipacha ("Tiempo del Sol") y Primer Coordinador de la Confederación del Pueblo Kayambi.
En la ECUARUNARI fue dirigente de la juventud y de educación desde 2000 y fue elegido presidente de ECUARUNARI en 2003. En diciembre de 2009 lo sucedió Delfín Tenesaca.
En mayo de 2017 fue nombrado Secretario Nacional del Agua por el presidente Lenín Moreno.